# Gressan
Gressan este o comună din regiunea Valle d'Aosta, Italia, cu o populație de 3.358 locuitori (1 ianuarie 2023) și o suprafață de 25,3 km².

## Personalități marcante
- Maturino Blanchet (1892 - 1974), episcop romano-catolic al diecezei de Aosta.

## Demografie
Gressan - evoluția demografică

|  | Graficele sunt indisponibile din cauza unor probleme tehnice. Mai multe informații se găsesc la Phabricator și la wiki-ul MediaWiki. |

Date: Recensăminte sau birourile de statistică - grafică realizată de Wikipedia